# Coccinella
Pour l’article homonyme, voir Coccinella (messagerie instantanée).
Genre
Coccinella est un genre de coléoptères prédateurs de la famille des coccinellidés, dont les larves et les adultes ont pour proies principalement des pucerons aussi bien sur les arbres fruitiers, la vigne, les grandes cultures, les cultures légumières et les cultures ornementales que sur des plantes sauvages.
Ce genre comprend les espèces suivantes :

## Espèces présentes en Europe
- Coccinella (Chelonitis) venusta (Weise 1879)
  - Coccinella (Chelonitis) venusta adalioides (Sicard 1907)
  - Coccinella (Chelonitis) venusta venusta (Weise 1879)
- Coccinella (Coccinella) algerica Kovàr 1977
- Coccinella (Coccinella) genistae Wollaston 1854
- Coccinella (Coccinella) hieroglyphica Linnaeus 1758
  - Coccinella (Coccinella) hieroglyphica hieroglyphica Linnaeus 1758
- Coccinella (Coccinella) magnifica Redtenbacher 1843
- Coccinella (Coccinella) quinquepunctata Linnaeus 1758
- Coccinella (Coccinella) saucerottei Mulsant 1850
  - Coccinella (Coccinella) saucerottei lutschniki Dobzhansky 1917
  - Coccinella (Coccinella) saucerottei saucerottei Mulsant 1850
- Coccinella (Coccinella) septempunctata Linnaeus 1758 - Coccinelle à sept points
  - Coccinella (Coccinella) septempunctata septempunctata Linnaeus 1758
- Coccinella (Coccinella) transversoguttata Faldermann 1835
  - Coccinella (Coccinella) transversoguttata transversoguttata Faldermann 1835
- Coccinella (Coccinella) trifasciata Linnaeus 1758
  - Coccinella (Coccinella) trifasciata trifasciata Linnaeus 1758
- Coccinella (Spilota) miranda Wollaston 1864
- Coccinella (Spilota) undecimpunctata Linnaeus 1758
  - Coccinella (Spilota) undecimpunctata aegyptiaca Reiche 1861
  - Coccinella (Spilota) undecimpunctata boreolitoralis Donisthorpe 1918
  - Coccinella (Spilota) undecimpunctata tripunctata Linnaeus 1758
  - Coccinella (Spilota) undecimpunctata undecimpunctata Linnaeus 1758

## Autres espèces
- Coccinella arcula Erichson, 1847
- Coccinella californica Mannerheim, 1843
- Coccinella lineola (Fabricius, 1775)
- Coccinella repanda Thunberg, 1781